# Саут Тусон (Аризона)
Саут Тусон (енгл. South Tucson) град је у америчкој савезној држави Аризона. По попису становништва из 2010. у њему је живело 5.652 становника.

## Демографија
Према попису становништва из 2010. у граду је живело 5.652 становника, што је 162 (3,0%) становника више него 2000. године.
| Група             | 2000.         | 2010.         |
| Белци             | 496 (9,0%)    | 578 (10,2%)   |
| Афроамериканци    | 127 (2,3%)    | 171 (3,0%)    |
| Азијати           | 22 (0,4%)     | 44 (0,8%)     |
| Хиспаноамериканци | 4.460 (81,2%) | 4.435 (78,5%) |
| Укупно            | 5.490         | 5.652         |